# ミンドロ島の戦い
ミンドロ島の戦い（ミンドロとうのたたかい、英: Battle of Mindoro）は、太平洋戦争(大東亜戦争)中の1944年12月13日から2月下旬にかけて、日本軍とアメリカ軍により、フィリピン北部のミンドロ島で行われた戦闘である。アメリカ軍の作戦目的は、ルソン島の戦いの準備として作戦拠点を確保すること、及び全フィリピン諸島を日本軍から奪い返す一環としてのミンドロ島自体の奪還にあった。圧倒的に優勢なアメリカ軍の攻撃により、日本軍守備隊は全滅した。

## 背景
連合国軍南西太平洋方面総司令官ダグラス・マッカーサーは、ルソン島攻略の重要な基盤として、レイテ島の戦いで飛行場を確保済みのレイテ島よりもさらにルソン島に近いフィリピン北部の島々を第一に確保すべきとした。そのために、ルソン島の真南に位置するミンドロ島は戦略上重要な島であるとされた。レイテ島における不十分な立地条件のなか建設された飛行場は信頼性がないと考えられたため、ルソン作戦の航空支援基地として、ミンドロ島の確保はマッカーサーが切望していたことだった。ミンドロ島は山がちで平原は少なかったが、飛行場適地もあり、戦前から不時着用の滑走路が存在していた。
一方、太平洋戦争初期にミンドロ島を占領した日本軍は、南端のサンホセ周辺に拠点を設け、主に海軍の水上機基地として使用していた。しかし、地上戦力は、第105師団独立歩兵第359大隊から派遣された臨時歩兵2個中隊のみであった。これに後方部隊まであわせると約1,000人が駐留していたほか、レイテ島などへ向かう途中に撃沈された輸送船の船員が約200人滞留していた。主力の歩兵2個中隊は、ルソン島に展開した第8師団（師団長：横山静雄中将）の歩兵第17連隊から指揮を受け、サンホセ及び島の北端カラパンに1個中隊ずつが配置され、さらに小隊単位で分散していた。時折、アメリカ軍に友好的なゲリラとの交戦があった。
アメリカ軍は、日本軍の防備が手薄なことを察知しており、上陸は容易なものと考えた。しかし、実際にはかなり手間のかかる事業となった。はじめ、北東方面から、陸海空軍の連携によって上陸するという計画が最善なものと考えられたが、日本軍の航空部隊から反撃される虞があるとして却下された。そこでサンホセの南西にあり、ミンドロ島で最も水深のあるマンガリン湾から上陸するという案が採用された。
アメリカ陸軍第6軍司令官であるウォルター・クルーガー中将の指揮下で、ミンドロ島侵攻日を12月15日と決定した。マッカーサーは12月5日の侵攻を要求していたが、クルーガーはレイテ島の戦況及び航空支援の不十分を理由に拒絶した。第24歩兵師団（師団長：ロスコー・B・ウッドルフ少将）の第19歩兵連隊と、第503空挺歩兵連隊, 連隊長：ジョージ・M・ジョーンズ中佐）の2個連隊を基幹とする地上戦闘部隊12,000人を投入することとし、これらを｢The Warden（｢番人｣の意）｣と名付けて侵攻に備えた。

## 戦闘の経過

### 船団の出航と特攻攻撃
上陸船団は高速輸送艦（APD）8隻・戦車揚陸艦（LST）30隻・中型揚陸艦（LSM）12隻などと護衛の軽巡洋艦ナッシュビル（旗艦）及び駆逐艦8隻で構成され、重巡1隻・軽巡2隻・駆逐艦12隻からなる直掩艦隊と、護衛空母6隻・戦艦3隻・重巡2隻その他の支援艦隊が随伴していた。第503空挺歩兵連隊の落下傘兵らも、レイテ島の滑走路が確保できなかったためにエアボーンはできず、海路でマンガリン湾へ上陸することとなった。オーストラリア空軍部隊を含む基地設営要員なども合わせて、上陸部隊の総兵力は約27,500人であった。占領後に駐留させる魚雷艇23隻も随伴していた。
1944年12月13日、ネグロス島から発進した神風特攻隊26機を含む日本海軍機36機および陸軍特攻機若干が、ミンドロ島への上陸部隊を乗せて航行中のアメリカ艦隊を攻撃した。特攻機の命中により旗艦の軽巡ナッシュビルが大破して、130人以上が戦死し、190人以上が負傷した。上陸部隊の指揮官であるウィリアム・C・ダンケル准将が重傷を負ったほか、死傷者には上陸部隊の高級幕僚多数が含まれていた。軽巡ナッシュビルの指揮機能が失われたため、司令部は駆逐艦ダッシールに移乗した。他に駆逐艦ハラデンも大破した。米陸海軍航空部隊は、12月の1週目頃に、神風特攻隊を壊滅させるための作戦を実施していた。この作戦では700機以上の日本軍航空機を破壊することが要求されていたが、結局日本側に十分な損害を与えられなかったとアメリカ軍は評価している。
なお、日本軍はミンドロ島への上陸部隊であるとは察知しておらず、12月13日時点ではネグロス島、12月14日になってもルソン島南部への上陸部隊ではないかと予想していた。この誤認の結果、多号作戦の中止などが決まった。

### アメリカ軍の上陸

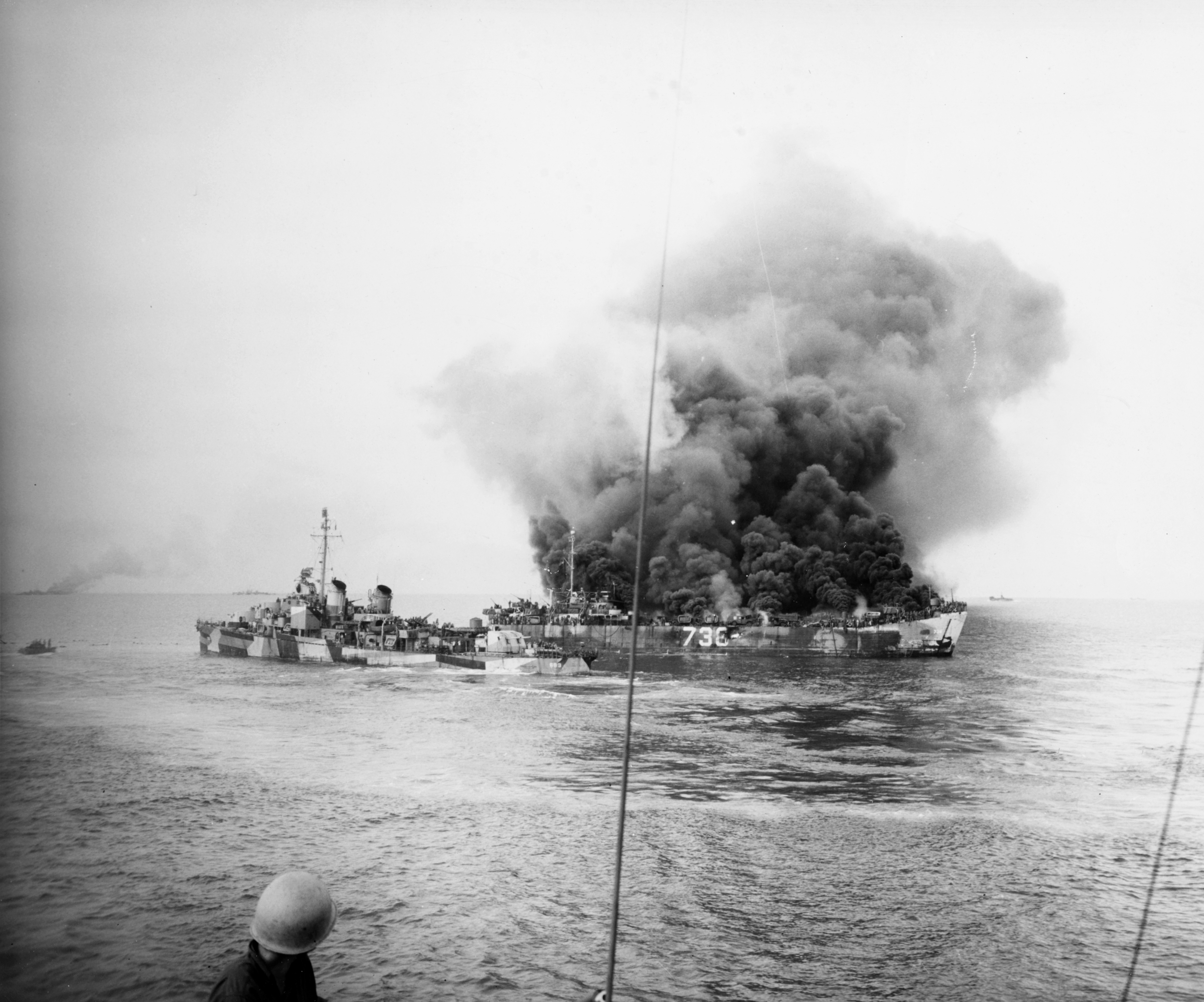
駆逐艦モールとLST-738

12月15日、アメリカ軍によるミンドロ島上陸戦が開始された。当日は晴天であり、海上の侵攻部隊は大いに天気に恵まれていた。
ミンドロ島への敵上陸を知った日本海軍は、特攻機13機と直掩機12機から成る攻撃隊を差し向け、12月15日朝の攻撃で戦車揚陸艦LST-738とLST-472を大破自沈させた。うち被弾炎上したLST-738の乗員は、駆逐艦モールの果敢な行動で救助された。LST-738では揚陸物資が誘爆を起しており、60cmにもなる榴散弾の破片が飛び散って、モールの船体には4つの大穴が開いた。モールの乗員の一人メイト・エド・マーシュは、LST-738に積まれていた樽詰めのワセリンがボフォース 40mm機関砲の銃身に飛び散って「必要のない油が注された」と語っている。モールでは乗員1人が死亡し13人が負傷したが、LST-738の88人を無事救助した。ほかに護衛空母マーカス・アイランドや駆逐艦なども損傷した。12月16日朝にも後続の低速船団が日本軍機の特攻を受けて、陸軍所属の小型タンカーが撃沈され、駆逐艦1隻が損傷した。
日本海軍は、第31戦隊所属の駆逐艦部隊による反撃も検討したが、空襲や故障により断念した。
アメリカ軍は空襲による船団の損害は受けたものの、順調に揚陸作業を進めた。海岸線での日本軍地上部隊の抵抗はなく、アメリカ軍は12月15日のうちにサンホセ飛行場を含む内陸約11㎞までの橋頭堡を確保した。12月19日からは、ゲリラの協力を得ながら掃討作戦が続けられた。日本軍のうち島北部の防空監視所にいた約300人は、第503空挺歩兵連隊の1個中隊による掃討を受けて戦闘となったが、かろうじて山中に逃れることができた。
また、アメリカ軍は上陸後ただちに飛行場の整備を開始し、12月28日までに2箇所の飛行場を完成させた。12月26日頃までには航空機約120機が展開を終えた。

### 日本軍の反撃
日本海軍は、ミンドロ島の利用を妨害するため、重巡足柄及び軽巡大淀、駆逐艦6隻の艦隊をマンガリン湾に差し向けて、12月26日に飛行場及び停泊中の船団への攻撃を行った（礼号作戦）。礼号作戦は輸送船1隻を沈めるなどの戦果を挙げたが、基地の利用を阻止するほどには達しなかった。
日本の陸海軍航空隊による空襲も繰り返され、12月21日にアメリカ軍増援船団の戦車揚陸艦LST-460とLST-749を全損させた。12月28日から1945年1月4日までの一連の空襲でも、弾薬輸送船ジョン・バークを含むリバティ船3隻・戦車揚陸艦2隻・給油艦ポーキュパイン・駆逐艦1隻・中型揚陸艦2隻を撃沈、リバティ船3隻を大破擱座させ、1月2-3日の夜には飛行場の航空機22機を破壊するなどかなりの成果を挙げたが、アメリカ軍の飛行場利用や地上での掃討作戦は続いた。
ミンドロ島の飛行場が稼働することでフィリピン周辺の制空権が完全に奪われることを恐れた大本営や連合艦隊・第4航空軍は、第14方面軍に対してミンドロ島を奪回する逆上陸作戦を要求した。しかし、すでにルソン島での持久戦方針を固めていた第14方面軍は、戦力分散につながる逆上陸実施にすぐには同意しなかった。最終的には、第8師団歩兵第17連隊から抽出した斬り込み隊113名のみが、飛行場への妨害攻撃任務で送られることになった。
幡谷中尉の指揮する斬り込み隊は、船舶工兵第24連隊の大発動艇により12月28日にルソン島を出発し、1945年1月5日にミンドロ島東部へ上陸した。近在のアメリカ軍と交戦の後に、斬り込み隊は乗船して撤収した。1月18日に斬り込み隊はミンドロ島南部へ再上陸し、2月23日にサンホセ飛行場付近まで進出したが、その後の戦闘により壊滅した。

## 結果
ミンドロ島への飛行場設置により、連合軍はルソン島周辺の制空権を確保した。飛行場は占領初期に設営された2か所に加えて、重爆撃機用の飛行場2か所が追加建設された。
ミンドロ島の戦いにおけるアメリカ軍の人的損害は、洋上における海軍の被害を含めると戦死475人・負傷385人であった。そのうち、地上戦闘による損害は、戦死・行方不明20人、負傷71人である。他方、日本軍は上陸後しばらくの戦闘によって、戦死200人・負傷375人の損害を出したと推定されている。以降の掃討戦や飢餓、病気などにより日本軍はさらに損害を受け、終戦時の投降者は26名だった。ほかにも山中には日本兵の生存者が残っており、1956年に2人が収容されている。